# Jean-Luc Dompé
Jean-Luc Mamadou Diarra Dompé (* 12. August 1995 in Arpajon) ist ein französischer Fußballspieler. Der Flügelspieler steht seit Mitte August 2022 beim Hamburger SV unter Vertrag.

## Karriere

### Im Verein

#### Anfänge in Frankreich
Dompé wurde als Sohn malischer Eltern in Arpajon im Pariser Ballungsraum geboren. Er begann seine Laufbahn 2007 bei LB Châteauroux und kam nach zwei Jahren beim Évry FC zur Saison 2012/13 zu den A-Junioren (U19) des FC Valenciennes. Parallel spielte der Flügelspieler ab Dezember 2012 im Alter von 17 Jahren 7-mal für die zweite Mannschaft in der viertklassigen National 2. Diese stieg am Saisonende als Tabellenletzter in die National 3 ab, in der er in der Saison 2013/14 in 15 Spielen auflief und 3 Tore erzielte. Nach dem Ende seiner Juniorenzeit rückte der 18-Jährige zur Saison 2014/15 in die Zweitligamannschaft auf. In dieser konnte sich Dompé jedoch nicht durchsetzen und absolvierte 17 Ligaspiele. Bis zur Winterpause kam er auch noch 5-mal in der zweiten Mannschaft zum Einsatz.

#### Zwischen Belgien und Frankreich
Zur Saison 2015/16 wechselte der Franzose zum belgischen Erstligisten VV St. Truiden. Nach 13 Ligaspielen (10-mal von Beginn), in denen er ein Tor erzielte, verließ er den Verein Anfang Januar 2016 wieder und schloss sich dem Ligakonkurrenten Standard Lüttich an, bei dem er einen Vertrag bis zum 30. Juni 2019 unterschrieb. Bis zum Saisonende folgten 8 Ligaeinsätze (4-mal Startelf) und ein Tor. Zum Gewinn des belgischen Pokals steuerte Dompé in 2 Einsätzen beim 2:1-Finalsieg gegen den FC Brügge den 1:0-Führungstreffer bei. In der Saison 2016/17 war Dompé meist nur Reservist, sodass er nach 7 Ligaspielen (4-mal von Beginn) im Januar 2017 bis zum Saisonende auf Leihbasis innerhalb der Liga an die KAS Eupen abgegeben wurde. Auch dort konnte sich der Flügelspieler nicht durchsetzen und wurde nur 2-mal eingewechselt.
Zur Saison 2017/18 kehrte der 21-Jährige nicht mehr nach Lüttich zurück, sondern wechselte für ein Jahr auf Leihbasis in die Ligue 1 zum Aufsteiger SC Amiens. Auch in seiner französischen Heimat blieb ihm der Durchbruch verwehrt, sodass er nur ein Mal in der Liga eingewechselt wurde und darüber hinaus 2 Spiele in der zweiten Mannschaft in der fünftklassigen National 3 absolvierte.
Auch nach dieser Saison kehrte Dompé nicht nach Lüttich zurück. Er wechselte stattdessen zur Saison 2018/19 zur KAA Gent, die ihn mit einem Vertrag bis zum 30. Juni 2020 ausstattete. In Belgien kam der Franzose wieder häufiger zum Einsatz: In 23 Ligaspielen erzielte er ein Tor. Nachdem er in der Saison 2019/20 nur 6-mal eingewechselt worden war, folgte Ende Januar 2020 ein Wechsel innerhalb der Liga zur SV Zulte Waregem. Bis zum Saisonende wurde er noch 6-mal eingesetzt und stand 2-mal in der Startelf. In der Saison 2020/21 kam Dompé besser in Tritt: Er absolvierte 27 Ligaspiele, stand 14-mal in der Startelf und erzielte 6 Tore. Die Saison 2021/22 wurde zur bis dahin erfolgreichsten in seiner Karriere. Der Flügelspieler kam 32-mal zum Einsatz, stand 29-mal in der Startelf, erzielte 3 Tore und bereitete 14 weitere vor. Damit war er an 17 der 42 Saisontore direkt beteiligt und hatte einen maßgeblichen Anteil am Klassenerhalt.

#### Hamburger SV
Mitte August 2022 wechselte der 27-Jährige in die 2. Bundesliga zum Hamburger SV, bei dem er einen Vertrag bis zum 30. Juni 2025 unterschrieb und den er im April 2025 bis zum Jahr 2027 verlängerte. Mit dem HSV ist er in der Saison 2024/25 in die 1. Fußball-Bundesliga aufgestiegen. In seinen bislang 88 Pflichtspielen für die Rothosen steuerte er 45 Scorerpunkte bei (14 Tore, 31 Vorlagen).

### In der Nationalmannschaft
Dompé absolvierte von März bis Juni 2015 6 Länderspiele für die französische U20-Nationalmannschaft. Darunter waren 3 Einsätze beim Turnier von Toulon, das die französische U20 gewann. Er wäre auch für den malischen Fußballverband spielberechtigt.

## Erfolge
- Belgischer Pokalsieger: 2016 (Standard Lüttich)
- Aufstieg in die Bundesliga: 2025 (Hamburger SV)

## Sonstiges
Anfang Februar 2023 war Dompé in Hamburg in einen Autounfall verwickelt. Dabei fuhr er sein Auto auf der Hafenstraße in eine Bushaltestelle und entferne sich anschließend mit dem Auto seines HSV-Teamkollegen William Mikelbrencis vom Unfallort. Es folgte eine Geldstrafe vom Verein. Die Staatsanwaltschaft Hamburg erließ einen Strafbefehl wegen unerlaubten Entfernens vom Unfallort.